# Stefaan De Ruyck
Stefaan De Ruyck (18 september 1957) is een Belgisch bestuurder. Hij is sinds 2017 Hoofd van de School of Arts/Koninklijk Conservatorium Antwerpen dat deel uitmaakt van de AP Hogeschool Antwerpen. 

## Levensloop
De Ruyck studeerde wijsbegeerte. Hij werkte een tijd als commercieel directeur in een transportbedrijf.
In de culturele sector begon hij zijn carrière in 1988 als zakelijk directeur van de Blauwe Maandag Compagnie. Dit bleef hij tot 1998 toen hij zakelijk directeur werd van het Antwerpse stadstheater Toneelhuis ION dat mede onder zijn leiding ontstond uit de fusie van Koninklijke Nederlandse Schouwburg en Blauwe Maandag Compagnie.
Van 2004 tot 2007 was hij kabinetschef Cultuur en Jeugd op het kabinet van de Vlaamse Minister voor Cultuur, Jeugd, Sport en Brussel Bert Anciaux. Van 2007 tot 2017 was hij algemeen directeur van het Kunstencentrum Vooruit in Gent. Van april 2017 tot januari 2024 was hij hoofd van de School of Arts Koninklijk Conservatorium Antwerpen dat ressorteert onder de AP Hogeschool Antwerpen. In die hoedanigheid was hij ook lid van het directiecomité van AP. 
De Ruyck is een pleitbezorger voor meer ondernemerszin in de culturele sector en voor een sterke verbreding van het cultureel werkveld. Hij woont in Gent met zijn echtgenote, de kostuumontwerpster Ilse Vandenbussche, en heeft een zoon.

## Eerdere activiteiten
In 1991 was hij, samen met onder andere Hugo De Greef en Ivonne Lex, oprichter van de Vlaamse Directies voor Podiumkunsten (VDP, nu OKO), de werkgeversfederatie in de sector van de podiumkunsten en werd er voorzitter van (1995 – 2003). Namens de VDP zetelde hij in het paritair comité 304 (spektakel) en voerde hij talrijke onderhandelingen met de vakbonden over diverse cao's (Podiumkunsten, Muziek, Deeltijdse arbeid etc.) en over het statuut van de Kunstenaar (NAR). Hij was lid van de Vlaamse Raad voor Cultuur en van de Erkenningscommissie die de Vlaamse regering adviseerde over de academisering in het Hoger Kunstonderwijs (tot 2003). Van 2003 tot 2006 begeleidde hij als kabinetschef de oprichting van CultuurInvest, het investeringsfonds voor ondernemers in de creatieve sector van de Participatie Maatschappij Vlaanderen (PMV). Nadien zetelde hij in het strategisch comité van deze nieuwe instelling. 
Van 2007 tot 2012 was hij voorzitter van het Circuscentrum vzw in Gent en van 2007 tot 2016 vicevoorzitter van het co-communautair centrum Flagey in Brussel. Hij was tevens voorzitter van de Raad van Bestuur van de vzw Minard (2007 - 2017) In diezelfde periode was hij ook Regeringscommissaris cultuur voor het fusiegezelschap Vlaamse Opera vzw/Koninklijk Ballet van Vlaanderen vzw en gecoöpteerd lid van het inrichtingsorgaan (algemene  vergadering) van de Hogeschool Gent. Vanuit zijn toenmalige functie in Vooruit was hij ook voorzitter van de Raad van Bestuur van de NV  2Rivers, een spin-off van Vooruit die de planningssoftware Yesplan ontwikkelt en vermarkt. Hij was van 2007 tot 2019 vicevoorzitter van de Vaste UNESCO-commissie Vlaanderen. In Gent was hij sinds 2007 sterk betrokken bij de ontwikkeling van de site  Waalse Krook en de realisatie van het project de Krook.  Hij was secretaris van de Raad van Bestuur van de CVBA Waalse Krook, een samenwerkingsverband tussen de Stad Gent, de Provincie Oost-Vlaanderen, de Universiteit Gent en Imec, die optreedt als bouwheer en exploitant voor de nieuwbouw op de Waalse Krook.

## Huidige activiteiten
De Ruyck is sinds 2012 voorzitter van de International Opera Academy in Gent. Hij is bestuurder van Meemoo vzw, het Vlaams kenniscentrum voor de digitalisering en ontsluiting van het audio-visueel erfgoed. Hij is tevens bestuurder bij Orpheus vzw in Gent.  De Ruyck is zaakvoerder van Siddharta Comm.V., een bescheiden vennootschap die de activiteiten van zijn vrouw in het buitenland begeleidt en van waaruit hij ook beperkte consultancy opdrachten uitvoert. Hij is bestuurder bij Bolster vzw, de fusie van de Vrienden van het Conservatorium vzw, en de Stichting Conservatorium Antwerpent.

## Publicatie
- Johan Dehollander, Guy Joosten, Luk Perceval & Stefaan De Ruyck, Van Blauwe Maandag Compagnie tot Het Toneelhuis. Een verhaal in manifesten, Vlaams Theater Instituut, 1998.